# Kang-e Pā'īn
Kang-e Pā'īn (persiska: Kang-e Pā’īn, کنگ پائین) är en ort i Iran.   Den ligger i provinsen Khorasan, i den nordöstra delen av landet, 700 km öster om huvudstaden Teheran. Kang-e Pā'īn ligger 1 355 meter över havet och antalet invånare är 763.
Terrängen runt Kang-e Pā'īn är platt åt nordväst, men åt sydost är den kuperad.Runt Kang-e Pā'īn är det ganska glesbefolkat, med 25 invånare per kvadratkilometer. Närmaste större samhälle är Torbat-e Ḩeydarīyeh, 19,7 km väster om Kang-e Pā'īn. Trakten runt Kang-e Pā'īn består till största delen av jordbruksmark.